# Proyección estereográfica de Gall

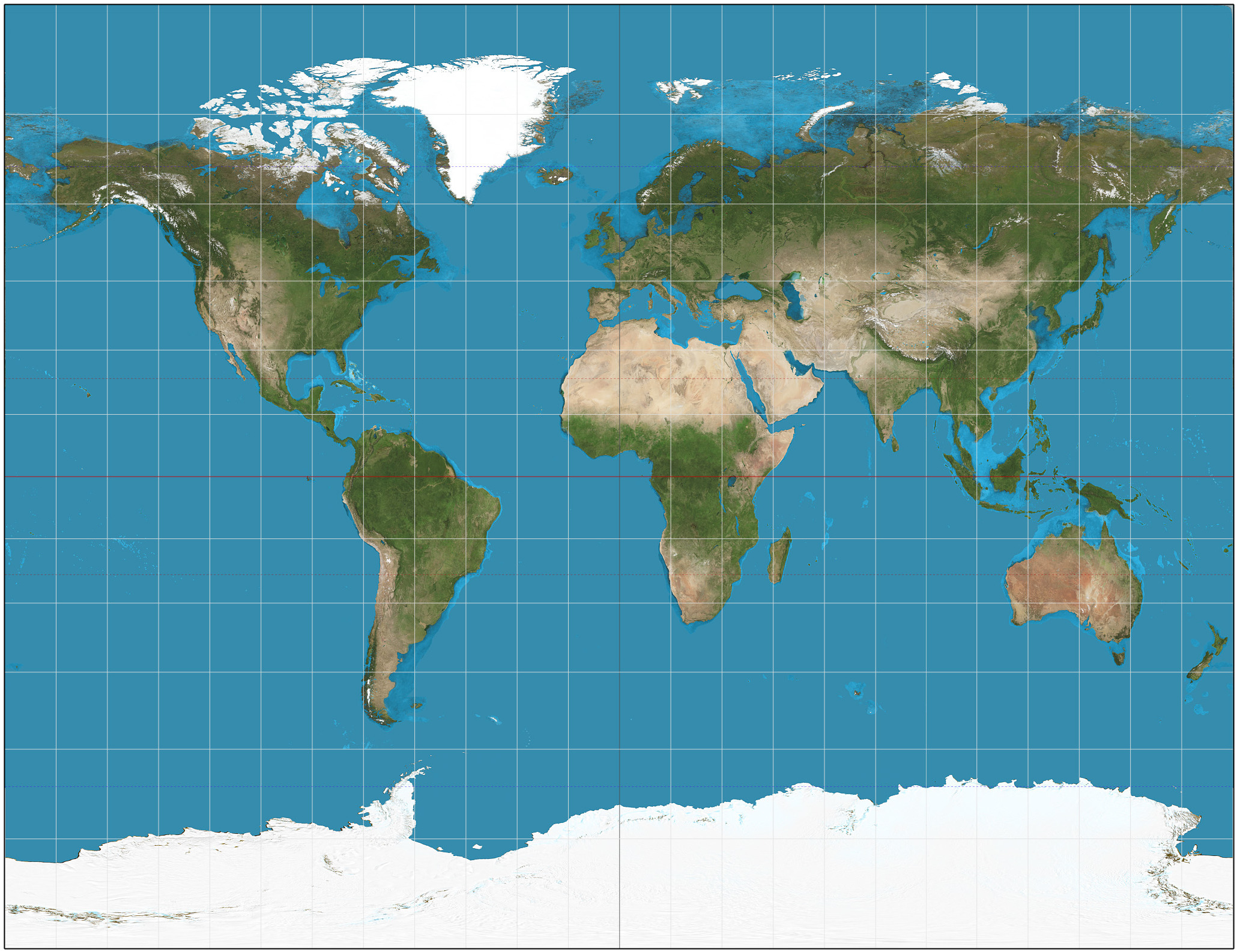
Mapamundi bajo la proyección estereográfica de Gall

Mapamundi bajo la proyección estereográfica de Gall con indicadores de distorsión

La proyección estereográfica de Gall, presentada por el cartógrafo británico James Gall en 1855, es una proyección cilíndrica. No es equiárea ni conforme, sino que trata de equilibrar la distorsión inherente a cualquier proyección.
La proyección se define convencionalmente de la siguiente manera:
{\displaystyle x={\frac {R\lambda }{\sqrt {2}}}\,;\quad y=R\left(1+{\frac {\sqrt {2}}{2}}\right)\tan {\frac {\varphi }{2}}}
donde λ es la longitud desde el meridiano central en grados, φ es la latitud y R es el radio del globo que se usa como modelo de la tierra para la proyección. Es una proyección en perspectiva si se permite que el punto de proyección varíe con la longitud: el punto de proyección está en el ecuador en el lado opuesto de la tierra desde el punto que se está cartografiando y la superficie proyectiva es un cilindro secante a la esfera en 45° N y 45° S. Gall llamó a la proyección "estereográfica" porque la separación de los paralelos es la misma que la separación de los paralelos a lo largo del meridiano central de la proyección estereográfica ecuatorial.
La proyección inversa se define como:
{\displaystyle \lambda ={\frac {x{\sqrt {2}}}{R}};\quad \varphi =2\arctan {\frac {y}{R\left(1+{\frac {\sqrt {2}}{2}}\right)}}}